# Mikey Whipwreck
James Watson (Buffalo, 4 giugno 1973) è un ex wrestler statunitense, che lottò nella Extreme Championship Wrestling e nella World Championship Wrestling con il ring name Mikey Whipwreck.

## Carriera

### Extreme Championship Wrestling (1993-1998)
Già prima di diventare un wrestler professionista, Watson entrò a far parte della ECW, lavorando a titolo gratuito nello staff della federazione. Paul Heyman gli chiese se fosse interessato a diventare un lottatore, dopo averlo visto provare diverse manovre aeree nel ring, prima che iniziasse uno show. Watson, fisicamente minuto, diventò un underdog in grado di subire diversi colpi, riuscendo spesso a vincere con un solo attacco. Utilizzò il nome Mikey Whipwreck e, il 15 maggio 1994, riuscì a sconfiggere Pitbull #1 per l'ECW World Television Championship, suo primo titolo nella federazione. Riuscì a difenderlo fino al 13 agosto successivo.
Due settimane dopo, e precisamente il 27 agosto, Terry Funk cancellò la propria presenza nello show. Fu Whipwreck a sostituirlo in un tag team match, che lo vedeva in squadra con Cactus Jack contro la coppia composta dai Public Enemy (Johnny Grunge e Rocco Rock), detentori del ECW World Tag Team Championship. I titoli erano in palio in quell'incontro e Whipwreck riuscì a schienare Rock, conquistando così le cinture. I nuovi campioni mantennero l'oro per cinque settimane, prima di essere sconfitti dai Public Enemy.
Dopo questa sconfitta, Whipwreck scalò le gerarchie, espandendo anche il proprio parco mosse. Il 28 ottobre 1995, sconfisse The Sandman in un ladder match valido per l'ECW World Heavyweight Championship. Diventò così il più giovane campione assoluto della federazione. Durante il proprio regno titolato, difese la cintura dall'assalto di Steve Austin. L'ECW World Heavyweight Championship tornò poi a The Sandman in data 9 dicembre, in seguito ad un triple threat match che coinvolse anche Austin.
Il 29 dicembre 1995, Whipwreck riuscì a sconfiggere 2 Cold Scorpio, in un incontro in cui l'ECW World Television Championship e l'ECW World Tag Team Championship erano contemporaneamente in palio. Subito dopo l'incontro, Cactus Jack si dichiarò come compagno di squadra di Whipwreck e quindi campione di coppia. Il 5 gennaio 1996, 2 Cold Scorpio riconquistò l'ECW World Television Championship, mentre due mesi più tardi perse anche il titolo di coppia, a causa di una sconfitta contro gli Eliminators (Perry Saturn e John Kronus). Poco dopo, Cactus Jack effettuò un turn heel su Whipwreck, incolpandolo per essere stato battuto e iniziando dunque un feud tra i due. Anche a causa dell'imminente passaggio di Cactus Jack alla World Wrestling Federation, i fan si schierarono in gran parte con Whipwreck. Quest'ultimo, attaccò Jack durante un suo incontro con Shane Douglas, mentre il match tra i due fu fissato per il mese di marzo: Whipwreck ne uscì sconfitto.

### World Championship Wrestling (1999)
Whipwreck continuò a lottare nella ECW per altri due anni, prima di lasciarla per la World Championship Wrestling nel tardo 1998. Debuttò nel pay-per-view Uncensored, sfidando Billy Kidman per il WCW Cruiserweight Championship, senza successo. Costituì poi un tag team con Lash LeRoux, che prese il nome di Whiplash. Abbandonò la federazione dopo diversi mesi, non riuscendo ad ottenere un push. Durante questo periodo, lottò principalmente nella divisione dei pesi leggeri, oppure contro altri lottatori provenienti dalla ECW.

### Ritorno nella Extreme Championship Wrestling (1999-2001)
Assieme a The Sandman, tornò in ECW nel corso del 1999. Si alleò con il manager The Sinister Minister, cambiando la propria gimmick da quella del simpatico perdente a quella del piromane. Dopo una lunga striscia di sconfitte, vinse il terzo ed ultimo titolo di coppia con Yoshihiro Tajiri, formando un tag team che prese il nome di Unholy Alliance. Piuttosto che competere per le cinture di maggior importanza, Whipwreck lottò i migliori incontri della sua carriera, contro lottatori veloci e leggeri. Lui e Tajiri persero i titoli per mano dei Full Blooded Italians (Little Guido e Tony Mamaluke). Poco dopo, la ECW andò in bancarotta.

### Circuito indipendente (2001-2015)
All'inizio del 2001, Whipwreck annunciò la sua intenzione di ritirarsi nel maggio 2002 se non fosse stato prima assunto dalla World Wrestling Federation. L'11 giugno aveva deciso di ritirarsi a settembre dello stesso anno, conscio del fatto che il stile di wrestling gli aveva causato numerosi infortuni in carriera nel corso degli anni, includendo due ernie del disco, ginocchia malandate, la spalla destra danneggiata, e una frattura alla mandibola che gli aveva reso impossibile mangiare cibi troppo duri. In omaggio a Whipwreck, la Border City Wrestling organizzò il "The Mikey Whipwreck Retirement Bash" il 29 agosto 2001, presso il Cicciaro Club di Windsor, Ontario; con la partecipazione di molti lottatori della ECW, come Tommy Dreamer e Sabu. Whipwreck lottò il suo ultimo match negli Stati Uniti il 20 ottobre 2001, sconfiggendo Little Guido.
Tuttavia, non molto tempo dopo, tornò sul ring nel 2003. Lottò in varie promozioni, come la Ring of Honor, dove fece spesso coppia con wrestler da lui allenati. Fece un'apparizione isolata nella Total Nonstop Action Wrestling, dove in coppia con The Sandman lottò contro The Gathering (CM Punk & Julio Dinero), perdendo. Successivamente riapparve all'evento Hardcore Homecoming, un tour di reunion della ECW organizzato da Shane Douglas, a metà 2005. Nel tour, il 10 giugno, in coppia con Chris Chetti sconfisse Simon Diamond & C. W. Anderson. Due giorni dopo, nel corso del ppv ECW One Night Stand del 2005, Whipwreck, Yoshihiro Tajiri e The Sinister Minister si riunirono per una sola notte quando Whipwreck e The Minister stettero nell'angolo di Tajiri durante il suo three-way dance match che lo vedeva contrapposto a Little Guido e Super Crazy.
Nell'aprile 2006 lavorò occasionalmente nella Liberty States Wrestling. Al pay-per-view ECW One Night Stand dell'11 giugno 2006, Whipwreck fu visto festeggiare insieme ad altri wrestler ECW quando Rob Van Dam vinse il WWE Championship.
L'11 settembre 2010, Whipwreck & Scyther sconfissero Big Time Rush (Tony Burma & Ryan Rush) conquistando il New York Wrestling Connection Tag Team Championship.
Il 24 maggio 2012 debuttò nella federazione Wrestling New Classic (WNC) di Tokyo, di proprietà dell'ex partner Tajiri. Insieme a lui, lottò in un tag team hardcore match, dove sconfissero Jado & Gedo. Due giorni dopo, Whipwreck e Tajiri sconfissero Yo-Hey & Yusuke Kodama in un altro tag team hardcore match svoltosi ad Osaka. La tournée di Whipwreck con la WNC si concluse il 27 maggio, quando lui, Tajiri e Kana furono sconfitti da Akira, Dave Finlay & Syuri. Tornò nella WNC il 30 agosto, quando lui, Kana e Tajiri persero contro Akira, StarBuck & Syuri. Whipwreck, Kana & Tajiri furono inoltre sconfitti nel rematch il giorno seguente ad Osaka. Il 1º settembre, nel terzo ed ultimo Barbed Wire Board Deathmatch tra i due team, Whipwreck schienò StarBuck permettendo la vittoria della propria squadra.
Il 12 marzo 2015, Watson annunciò la sua intenzione di "lasciare svanire Mikey Whipwreck nel passato".

## Personaggio

### Mosse finali
- Whipper-Snapper (Three-quarter facelock jawbreaker, a volte eseguita anche dalla terza corda)[1]

### Manager
- Lou E. Dangerously
- The Sinister Minister
- Tara Charisma
- Don Callis

## Titoli e riconoscimenti
Border City Wrestling
- BCW Can-Am Heavyweight Championship (1)

European Wrestling Association
- EWA European Junior Heavyweight Championship (1)

Eastern Championship Wrestling / Extreme Championship Wrestling
- ECW World Heavyweight Championship (1)
- ECW World Tag Team Championship (3) - con Cactus Jack (2) e Yoshihiro Tajiri (1)
- ECW World Television Championship (2)
- 3º Triple Crown Championship

Impact Championship Wrestling
- ICW Heavyweight Championship (1)

Jersey All Pro Wrestling
- JAPW Tag Team Championship (1) - con JT Jobber

Maryland Championship Wrestling
- MCW Cruiserweight Championship (1)

New York Wrestling Connection
- NYWC Heavyweight Championship (2)
- NYWC Tag Team Championship (3)

USA Pro Wrestling
- USA Pro Tag Team Championship (1) - con Wayne

Wrestling Observer Newsletter
- Rookie of the Year (1994)

Xtreme Wrestling Coalition
- XWC Heavyweight Championship (1)